# British Academy Film Awards 1979
Die 32. Verleihung der British Academy Film Awards fand 1979 in London statt. Die Filmpreise der British Academy of Film and Television Arts (BAFTA) wurden in 17 Kategorien verliehen; hinzu kamen eine Spezial- und eine Ehrenpreis-Kategorie. Die Verleihung zeichnete Filme des Jahres 1978 aus.
Erstmals wurde der Spezialpreis für den besten Beitrag zum britischen Kino vergeben. Letztmals erfolgte die Unterteilung der Kategorie Bester Kurzfilm in Factual und Fictional – die Unterkategorie Fictional wurde allerdings nicht vergeben – sowie die Verleihung eines Preises in der Kategorie Bester spezialisierter Film.
| Film                                  | N  | A |
| ------------------------------------- | -- | - |
| Julia                                 | 10 | 4 |
| Unheimliche Begegnung der dritten Art | 9  | 1 |
| Krieg der Sterne                      | 6  | 2 |
| 12 Uhr nachts – Midnight Express      | 6  | 3 |
| Superman                              | 5  | 1 |
| Tod auf dem Nil                       | 4  | 1 |
| Der Untermieter                       | 3  | 1 |
| Die Duellisten                        | 2  | 0 |
| Eine Hochzeit                         | 2  | 0 |
| Innenleben                            | 2  | 1 |
| Nur Samstag Nacht                     | 2  | 0 |

## Preisträger und Nominierungen
Mit zehn Nominierungen hatte Fred Zinnemanns Julia das Nominierungsfeld im Vorfeld der Verleihung knapp vor Steven Spielbergs Unheimliche Begegnung der dritten Art (neun Nominierungen) angeführt. Julia gewann vier BAFTAs und damit die meisten Auszeichnungen des Abends. Mit nur einem Preis gehörte Unheimliche Begegnung der dritten Art hingegen zu den Verlierern der Verleihung.

### Bester Film
Julia – Regie: Fred Zinnemann
Krieg der Sterne (Star Wars) – Regie: George Lucas
Unheimliche Begegnung der dritten Art (Close Encounters of the Third Kind) – Regie: Steven Spielberg
12 Uhr nachts – Midnight Express (Midnight Express) – Regie: Alan Parker

### Beste Regie
Alan Parker – 12 Uhr nachts – Midnight Express (Midnight Express)
Robert Altman – Eine Hochzeit (A Wedding)
Steven Spielberg – Unheimliche Begegnung der dritten Art (Close Encounters of the Third Kind)
Fred Zinnemann – Julia

### Bester Hauptdarsteller
Richard Dreyfuss – Der Untermieter (The Goodbye Girl)
Brad Davis – 12 Uhr nachts – Midnight Express (Midnight Express)
Anthony Hopkins – Magic – Eine unheimliche Liebesgeschichte (Magic)
Peter Ustinov – Tod auf dem Nil (Death on the Nile)

### Beste Hauptdarstellerin
Jane Fonda – Julia
Anne Bancroft – Am Wendepunkt (The Turning Point)
Jill Clayburgh – Eine entheiratete Frau (An Unmarried Woman)
Marsha Mason – Der Untermieter (The Goodbye Girl)

### Bester Nebendarsteller
John Hurt – 12 Uhr nachts – Midnight Express (Midnight Express)
Gene Hackman – Superman
Jason Robards – Julia
François Truffaut – Unheimliche Begegnung der dritten Art (Close Encounters of the Third Kind)

### Beste Nebendarstellerin
Geraldine Page – Innenleben (Interiors)
Angela Lansbury – Tod auf dem Nil (Death on the Nile)
Maggie Smith – Tod auf dem Nil
Mona Washbourne – Stevie

### Bester/beste Nachwuchsdarsteller/-in
Christopher Reeve – Superman
Brad Davis – 12 Uhr nachts – Midnight Express (Midnight Express)
Mary Beth Hurt – Innenleben (Interiors)
Melanie Mayron – Girlfriends

### Bestes Drehbuch
Alvin Sargent – Julia
Robert Altman, John Considine, Allan F. Nicholls, Patricia Resnick – Eine Hochzeit (A Wedding)
Neil Simon – Der Untermieter (The Goodbye Girl)
Steven Spielberg – Unheimliche Begegnung der dritten Art (Close Encounters of the Third Kind)

### Beste Kamera
Douglas Slocombe – Julia
Frank Tidy – Die Duellisten (The Duellists)
Geoffrey Unsworth – Superman
Vilmos Zsigmond – Unheimliche Begegnung der dritten Art (Close Encounters of the Third Kind)

### Bestes Szenenbild
Joe Alves – Unheimliche Begegnung der dritten Art (Close Encounters of the Third Kind)
John Barry – Krieg der Sterne (Star Wars Episode IV: A New Hope)
John Barry – Superman
Gene Callahan, Carmen Dillon, Willy Holt – Julia

### Beste Kostüme
Anthony Powell – Tod auf dem Nil (Death on the Nile)
John Mollo – Krieg der Sterne (Star Wars)
Tom Rand – Die Duellisten (The Duellists)
Anthea Sylbert, Joan Bridge, Annalisa Nasalli-Rocca – Julia

### Beste Filmmusik
John Williams – Krieg der Sterne (Star Wars)
Georges Delerue – Julia
Barry Gibb, Maurice Gibb, Robin Gibb – Nur Samstag Nacht (Saturday Night Fever)
John Williams – Unheimliche Begegnung der dritten Art (Close Encounters of the Third Kind)

### Bester Schnitt
Gerry Hambling – 12 Uhr nachts – Midnight Express (Midnight Express)
Richard Chew, Paul Hirsch, Marcia Lucas – Krieg der Sterne (Star Wars)
Michael Kahn – Unheimliche Begegnung der dritten Art (Close Encounters of the Third Kind)
Walter Murch – Julia

### Bester Ton
Derek Ball, Ben Burtt, Gene Corso, Gordon Davidson, Les Fresholtz, Don MacDougall, Bob Minkler, Michael Minkler, Richard Portman, Robert R. Rutledge, Sam F. Shaw, Ray West – Krieg der Sterne (Star Wars)
Norman Bolland, Roy Charman, Stan Fiferman, John Foster, Pat Foster, Chris Greenham, Mike Hopkins, Chris Large, Brian Marshall, Gordon K. McCallum, Peter Pennell, Richard Raguse, Charles Schmitz – Superman
Gene Cantamessa, Robert Knudson, Don MacDougall, Robert J. Glass, Stephen Katz, Frank E. Warner, Richard Oswald, David M. Horton, Sam Gemette, Gary S. Gerlich, Chester Slomka, Neil Burrow – Unheimliche Begegnung der dritten Art (Close Encounters of the Third Kind)
Michael Colgan, Robert W. Glass junior, Les Lazarowitz, John T. Reitz, John Wilkinson – Nur Samstag Nacht (Saturday Night Fever)

### Bester Kurzfilm
(Short Factual Film)
Hokusai: An Animated Sketchbook – Regie: Tony White
I’ll Find a Way – Regie: Beverly Shaffer
Planet Water – Regie: Derek Williams
Sunday Muddy Sunday – Regie: Lindsay Dale

### Bester Dokumentarfilm
The Silent Witness – Regie: David W. Rolfe

### Bester spezialisierter Film
Twenty Times More Likely – Regie: Robert Young
How a Man Schall Be Armyd – Regie: Anthony Wilkinson
Play Safe – Regie: David Eady
Safety Net – Regie: Leonard Lewis

## Spezial- und Ehrenpreise

### Academy Fellowship
Lew Grade – britischer Fernseh- und Filmproduzent
Huw Wheldon – britischer Fernsehproduzent

### Herausragender britischer Beitrag zum Kino
(Outstanding British Contribution to Cinema)
Les Bowie, Colin Chilvers, Denys N. Coop, Roy Field, Derek Meddings, Zorin Perisic, Wally Veevers – Special-Visual-Effects-Team des Films Superman